# Грб Барбадоса
Грб Барбадоса је званични хералдички симбол карипске државе Барбадос. Грб је прихваћен 1966. године, након осамостаљења државе. 
Као и код осталих карипских држава које су биле колоније Велике Британије, грб има кацигу на којој је национални симбол, те штит којем је са сваке стране по једна животиња. У овом је случају национални симбол Андријин крст начињен од две стабљике шећерне трске, а животиње су риба лампуга (махи-махи) и пеликан. На златном штиту је стабло Фикус цитрифолије, врсте дивље смокве те два цвета аутохтоне биљке Цесалпинија пулхерима из породице махунарки.
Под штитом је гесло Барбадоса, „Pride and Industry“ (Понос и рад).